# Phyllolabis flavida
Phyllolabis flavida là một loài ruồi trong họ Limoniidae. Chúng phân bố ở miền Tân bắc.